# Dicranomyia (Doaneomyia) deprivata
Dicranomyia (Doaneomyia) deprivata is een tweevleugelige uit de familie steltmuggen (Limoniidae). De soort komt voor in het Australaziatisch gebied.